# Polygrammodes hyalomaculata
Polygrammodes hyalomaculata là một loài bướm đêm trong họ Crambidae.